# Paula Jean Myers-Pope
Paula Jean Myers-Pope (n. 11 noiembrie 1934, Lackawanna, New York, SUA – d. 9 iunie 1995, Ojai⁠(d), California, SUA) a fost o săritoare în apă ce a reprezentat Statele Unite ale Americii, medaliată olimpică. A participat la 3 ediții ale Jocurilor Olimpice (1952, 1956, 1960) în care a câștigat 3 medalii de argint și o medalie de bronz.